# (1009) Sirena
(1009) Sirena es un asteroide que forma parte del grupo de los asteroides que cruzan la órbita de Marte y fue descubierto por Karl Wilhelm Reinmuth el 31 de octubre de 1923 desde el observatorio de Heidelberg-Königstuhl, Alemania.

## Designación y nombre
Sirena fue designado al principio como 1923 PE.
Más adelante se nombró por las sirenas de la mitología griega.

## Características orbitales
Sirena orbita a una distancia media del Sol de 2,622 ua, pudiendo acercarse hasta 1,424 ua y alejarse hasta 3,82 ua. Su inclinación orbital es 15,78° y la excentricidad 0,4568. Emplea 1551 días en completar una órbita alrededor del Sol.